# Шедея близнюки (шахи)
Близнюки́ Шеде́я — ідея утворення близнюків у шаховій композиції в такий спосіб: в матовій позиції міняється колір фігури, яка матувала.

## Історія
Цей спосіб утворення близнюків в кооперативному жанрі запропонував у 1977 році український шаховий композитор з Харкова Сергій Олександрович Шедей (09.06.1940—26.11.2012). В першому близнюку є розв'язок, де мат оголошує певна фігура. Для утворення нової позиції береться матовий фінал задачі і міняється колір фігури, яка оголосила мат. Наступний близнюк в цей спосіб може бути утворений з попередньої позиції або з початкової. Цей спосіб утворення близнюків дістав назву — близнюки Шедея.
|   | a | b | c | d | e | f | g | h |   |
| 8 | e7 білий кінь · h7 білий король · f5 біла тура · e4 чорний король · c2 білий пішак · d2 білий пішак · g2 чорний пішак | e7 білий кінь · h7 білий король · f5 біла тура · e4 чорний король · c2 білий пішак · d2 білий пішак · g2 чорний пішак | e7 білий кінь · h7 білий король · f5 біла тура · e4 чорний король · c2 білий пішак · d2 білий пішак · g2 чорний пішак | e7 білий кінь · h7 білий король · f5 біла тура · e4 чорний король · c2 білий пішак · d2 білий пішак · g2 чорний пішак | e7 білий кінь · h7 білий король · f5 біла тура · e4 чорний король · c2 білий пішак · d2 білий пішак · g2 чорний пішак | e7 білий кінь · h7 білий король · f5 біла тура · e4 чорний король · c2 білий пішак · d2 білий пішак · g2 чорний пішак | e7 білий кінь · h7 білий король · f5 біла тура · e4 чорний король · c2 білий пішак · d2 білий пішак · g2 чорний пішак | e7 білий кінь · h7 білий король · f5 біла тура · e4 чорний король · c2 білий пішак · d2 білий пішак · g2 чорний пішак | 8 |
| 7 | e7 білий кінь · h7 білий король · f5 біла тура · e4 чорний король · c2 білий пішак · d2 білий пішак · g2 чорний пішак | e7 білий кінь · h7 білий король · f5 біла тура · e4 чорний король · c2 білий пішак · d2 білий пішак · g2 чорний пішак | e7 білий кінь · h7 білий король · f5 біла тура · e4 чорний король · c2 білий пішак · d2 білий пішак · g2 чорний пішак | e7 білий кінь · h7 білий король · f5 біла тура · e4 чорний король · c2 білий пішак · d2 білий пішак · g2 чорний пішак | e7 білий кінь · h7 білий король · f5 біла тура · e4 чорний король · c2 білий пішак · d2 білий пішак · g2 чорний пішак | e7 білий кінь · h7 білий король · f5 біла тура · e4 чорний король · c2 білий пішак · d2 білий пішак · g2 чорний пішак | e7 білий кінь · h7 білий король · f5 біла тура · e4 чорний король · c2 білий пішак · d2 білий пішак · g2 чорний пішак | e7 білий кінь · h7 білий король · f5 біла тура · e4 чорний король · c2 білий пішак · d2 білий пішак · g2 чорний пішак | 7 |
| 6 | e7 білий кінь · h7 білий король · f5 біла тура · e4 чорний король · c2 білий пішак · d2 білий пішак · g2 чорний пішак | e7 білий кінь · h7 білий король · f5 біла тура · e4 чорний король · c2 білий пішак · d2 білий пішак · g2 чорний пішак | e7 білий кінь · h7 білий король · f5 біла тура · e4 чорний король · c2 білий пішак · d2 білий пішак · g2 чорний пішак | e7 білий кінь · h7 білий король · f5 біла тура · e4 чорний король · c2 білий пішак · d2 білий пішак · g2 чорний пішак | e7 білий кінь · h7 білий король · f5 біла тура · e4 чорний король · c2 білий пішак · d2 білий пішак · g2 чорний пішак | e7 білий кінь · h7 білий король · f5 біла тура · e4 чорний король · c2 білий пішак · d2 білий пішак · g2 чорний пішак | e7 білий кінь · h7 білий король · f5 біла тура · e4 чорний король · c2 білий пішак · d2 білий пішак · g2 чорний пішак | e7 білий кінь · h7 білий король · f5 біла тура · e4 чорний король · c2 білий пішак · d2 білий пішак · g2 чорний пішак | 6 |
| 5 | e7 білий кінь · h7 білий король · f5 біла тура · e4 чорний король · c2 білий пішак · d2 білий пішак · g2 чорний пішак | e7 білий кінь · h7 білий король · f5 біла тура · e4 чорний король · c2 білий пішак · d2 білий пішак · g2 чорний пішак | e7 білий кінь · h7 білий король · f5 біла тура · e4 чорний король · c2 білий пішак · d2 білий пішак · g2 чорний пішак | e7 білий кінь · h7 білий король · f5 біла тура · e4 чорний король · c2 білий пішак · d2 білий пішак · g2 чорний пішак | e7 білий кінь · h7 білий король · f5 біла тура · e4 чорний король · c2 білий пішак · d2 білий пішак · g2 чорний пішак | e7 білий кінь · h7 білий король · f5 біла тура · e4 чорний король · c2 білий пішак · d2 білий пішак · g2 чорний пішак | e7 білий кінь · h7 білий король · f5 біла тура · e4 чорний король · c2 білий пішак · d2 білий пішак · g2 чорний пішак | e7 білий кінь · h7 білий король · f5 біла тура · e4 чорний король · c2 білий пішак · d2 білий пішак · g2 чорний пішак | 5 |
| 4 | e7 білий кінь · h7 білий король · f5 біла тура · e4 чорний король · c2 білий пішак · d2 білий пішак · g2 чорний пішак | e7 білий кінь · h7 білий король · f5 біла тура · e4 чорний король · c2 білий пішак · d2 білий пішак · g2 чорний пішак | e7 білий кінь · h7 білий король · f5 біла тура · e4 чорний король · c2 білий пішак · d2 білий пішак · g2 чорний пішак | e7 білий кінь · h7 білий король · f5 біла тура · e4 чорний король · c2 білий пішак · d2 білий пішак · g2 чорний пішак | e7 білий кінь · h7 білий король · f5 біла тура · e4 чорний король · c2 білий пішак · d2 білий пішак · g2 чорний пішак | e7 білий кінь · h7 білий король · f5 біла тура · e4 чорний король · c2 білий пішак · d2 білий пішак · g2 чорний пішак | e7 білий кінь · h7 білий король · f5 біла тура · e4 чорний король · c2 білий пішак · d2 білий пішак · g2 чорний пішак | e7 білий кінь · h7 білий король · f5 біла тура · e4 чорний король · c2 білий пішак · d2 білий пішак · g2 чорний пішак | 4 |
| 3 | e7 білий кінь · h7 білий король · f5 біла тура · e4 чорний король · c2 білий пішак · d2 білий пішак · g2 чорний пішак | e7 білий кінь · h7 білий король · f5 біла тура · e4 чорний король · c2 білий пішак · d2 білий пішак · g2 чорний пішак | e7 білий кінь · h7 білий король · f5 біла тура · e4 чорний король · c2 білий пішак · d2 білий пішак · g2 чорний пішак | e7 білий кінь · h7 білий король · f5 біла тура · e4 чорний король · c2 білий пішак · d2 білий пішак · g2 чорний пішак | e7 білий кінь · h7 білий король · f5 біла тура · e4 чорний король · c2 білий пішак · d2 білий пішак · g2 чорний пішак | e7 білий кінь · h7 білий король · f5 біла тура · e4 чорний король · c2 білий пішак · d2 білий пішак · g2 чорний пішак | e7 білий кінь · h7 білий король · f5 біла тура · e4 чорний король · c2 білий пішак · d2 білий пішак · g2 чорний пішак | e7 білий кінь · h7 білий король · f5 біла тура · e4 чорний король · c2 білий пішак · d2 білий пішак · g2 чорний пішак | 3 |
| 2 | e7 білий кінь · h7 білий король · f5 біла тура · e4 чорний король · c2 білий пішак · d2 білий пішак · g2 чорний пішак | e7 білий кінь · h7 білий король · f5 біла тура · e4 чорний король · c2 білий пішак · d2 білий пішак · g2 чорний пішак | e7 білий кінь · h7 білий король · f5 біла тура · e4 чорний король · c2 білий пішак · d2 білий пішак · g2 чорний пішак | e7 білий кінь · h7 білий король · f5 біла тура · e4 чорний король · c2 білий пішак · d2 білий пішак · g2 чорний пішак | e7 білий кінь · h7 білий король · f5 біла тура · e4 чорний король · c2 білий пішак · d2 білий пішак · g2 чорний пішак | e7 білий кінь · h7 білий король · f5 біла тура · e4 чорний король · c2 білий пішак · d2 білий пішак · g2 чорний пішак | e7 білий кінь · h7 білий король · f5 біла тура · e4 чорний король · c2 білий пішак · d2 білий пішак · g2 чорний пішак | e7 білий кінь · h7 білий король · f5 біла тура · e4 чорний король · c2 білий пішак · d2 білий пішак · g2 чорний пішак | 2 |
| 1 | e7 білий кінь · h7 білий король · f5 біла тура · e4 чорний король · c2 білий пішак · d2 білий пішак · g2 чорний пішак | e7 білий кінь · h7 білий король · f5 біла тура · e4 чорний король · c2 білий пішак · d2 білий пішак · g2 чорний пішак | e7 білий кінь · h7 білий король · f5 біла тура · e4 чорний король · c2 білий пішак · d2 білий пішак · g2 чорний пішак | e7 білий кінь · h7 білий король · f5 біла тура · e4 чорний король · c2 білий пішак · d2 білий пішак · g2 чорний пішак | e7 білий кінь · h7 білий король · f5 біла тура · e4 чорний король · c2 білий пішак · d2 білий пішак · g2 чорний пішак | e7 білий кінь · h7 білий король · f5 біла тура · e4 чорний король · c2 білий пішак · d2 білий пішак · g2 чорний пішак | e7 білий кінь · h7 білий король · f5 біла тура · e4 чорний король · c2 білий пішак · d2 білий пішак · g2 чорний пішак | e7 білий кінь · h7 білий король · f5 біла тура · e4 чорний король · c2 білий пішак · d2 білий пішак · g2 чорний пішак | 1 |
|   | a | b | c | d | e | f | g | h |   |

b) в матовій позиції d6 = d6

a) 1. g1L! Sc8 2.Ld4 Sd6 #
b) 1. Sc4!    Kg6 2.Se3 d3 #
|   | a | b | c | d | e | f | g | h |   |
| 8 | e8 білий слон · e6 чорний кінь · g6 білий пішак · c5 білий слон · d5 чорний король · h5 білий король · d3 білий кінь | e8 білий слон · e6 чорний кінь · g6 білий пішак · c5 білий слон · d5 чорний король · h5 білий король · d3 білий кінь | e8 білий слон · e6 чорний кінь · g6 білий пішак · c5 білий слон · d5 чорний король · h5 білий король · d3 білий кінь | e8 білий слон · e6 чорний кінь · g6 білий пішак · c5 білий слон · d5 чорний король · h5 білий король · d3 білий кінь | e8 білий слон · e6 чорний кінь · g6 білий пішак · c5 білий слон · d5 чорний король · h5 білий король · d3 білий кінь | e8 білий слон · e6 чорний кінь · g6 білий пішак · c5 білий слон · d5 чорний король · h5 білий король · d3 білий кінь | e8 білий слон · e6 чорний кінь · g6 білий пішак · c5 білий слон · d5 чорний король · h5 білий король · d3 білий кінь | e8 білий слон · e6 чорний кінь · g6 білий пішак · c5 білий слон · d5 чорний король · h5 білий король · d3 білий кінь | 8 |
| 7 | e8 білий слон · e6 чорний кінь · g6 білий пішак · c5 білий слон · d5 чорний король · h5 білий король · d3 білий кінь | e8 білий слон · e6 чорний кінь · g6 білий пішак · c5 білий слон · d5 чорний король · h5 білий король · d3 білий кінь | e8 білий слон · e6 чорний кінь · g6 білий пішак · c5 білий слон · d5 чорний король · h5 білий король · d3 білий кінь | e8 білий слон · e6 чорний кінь · g6 білий пішак · c5 білий слон · d5 чорний король · h5 білий король · d3 білий кінь | e8 білий слон · e6 чорний кінь · g6 білий пішак · c5 білий слон · d5 чорний король · h5 білий король · d3 білий кінь | e8 білий слон · e6 чорний кінь · g6 білий пішак · c5 білий слон · d5 чорний король · h5 білий король · d3 білий кінь | e8 білий слон · e6 чорний кінь · g6 білий пішак · c5 білий слон · d5 чорний король · h5 білий король · d3 білий кінь | e8 білий слон · e6 чорний кінь · g6 білий пішак · c5 білий слон · d5 чорний король · h5 білий король · d3 білий кінь | 7 |
| 6 | e8 білий слон · e6 чорний кінь · g6 білий пішак · c5 білий слон · d5 чорний король · h5 білий король · d3 білий кінь | e8 білий слон · e6 чорний кінь · g6 білий пішак · c5 білий слон · d5 чорний король · h5 білий король · d3 білий кінь | e8 білий слон · e6 чорний кінь · g6 білий пішак · c5 білий слон · d5 чорний король · h5 білий король · d3 білий кінь | e8 білий слон · e6 чорний кінь · g6 білий пішак · c5 білий слон · d5 чорний король · h5 білий король · d3 білий кінь | e8 білий слон · e6 чорний кінь · g6 білий пішак · c5 білий слон · d5 чорний король · h5 білий король · d3 білий кінь | e8 білий слон · e6 чорний кінь · g6 білий пішак · c5 білий слон · d5 чорний король · h5 білий король · d3 білий кінь | e8 білий слон · e6 чорний кінь · g6 білий пішак · c5 білий слон · d5 чорний король · h5 білий король · d3 білий кінь | e8 білий слон · e6 чорний кінь · g6 білий пішак · c5 білий слон · d5 чорний король · h5 білий король · d3 білий кінь | 6 |
| 5 | e8 білий слон · e6 чорний кінь · g6 білий пішак · c5 білий слон · d5 чорний король · h5 білий король · d3 білий кінь | e8 білий слон · e6 чорний кінь · g6 білий пішак · c5 білий слон · d5 чорний король · h5 білий король · d3 білий кінь | e8 білий слон · e6 чорний кінь · g6 білий пішак · c5 білий слон · d5 чорний король · h5 білий король · d3 білий кінь | e8 білий слон · e6 чорний кінь · g6 білий пішак · c5 білий слон · d5 чорний король · h5 білий король · d3 білий кінь | e8 білий слон · e6 чорний кінь · g6 білий пішак · c5 білий слон · d5 чорний король · h5 білий король · d3 білий кінь | e8 білий слон · e6 чорний кінь · g6 білий пішак · c5 білий слон · d5 чорний король · h5 білий король · d3 білий кінь | e8 білий слон · e6 чорний кінь · g6 білий пішак · c5 білий слон · d5 чорний король · h5 білий король · d3 білий кінь | e8 білий слон · e6 чорний кінь · g6 білий пішак · c5 білий слон · d5 чорний король · h5 білий король · d3 білий кінь | 5 |
| 4 | e8 білий слон · e6 чорний кінь · g6 білий пішак · c5 білий слон · d5 чорний король · h5 білий король · d3 білий кінь | e8 білий слон · e6 чорний кінь · g6 білий пішак · c5 білий слон · d5 чорний король · h5 білий король · d3 білий кінь | e8 білий слон · e6 чорний кінь · g6 білий пішак · c5 білий слон · d5 чорний король · h5 білий король · d3 білий кінь | e8 білий слон · e6 чорний кінь · g6 білий пішак · c5 білий слон · d5 чорний король · h5 білий король · d3 білий кінь | e8 білий слон · e6 чорний кінь · g6 білий пішак · c5 білий слон · d5 чорний король · h5 білий король · d3 білий кінь | e8 білий слон · e6 чорний кінь · g6 білий пішак · c5 білий слон · d5 чорний король · h5 білий король · d3 білий кінь | e8 білий слон · e6 чорний кінь · g6 білий пішак · c5 білий слон · d5 чорний король · h5 білий король · d3 білий кінь | e8 білий слон · e6 чорний кінь · g6 білий пішак · c5 білий слон · d5 чорний король · h5 білий король · d3 білий кінь | 4 |
| 3 | e8 білий слон · e6 чорний кінь · g6 білий пішак · c5 білий слон · d5 чорний король · h5 білий король · d3 білий кінь | e8 білий слон · e6 чорний кінь · g6 білий пішак · c5 білий слон · d5 чорний король · h5 білий король · d3 білий кінь | e8 білий слон · e6 чорний кінь · g6 білий пішак · c5 білий слон · d5 чорний король · h5 білий король · d3 білий кінь | e8 білий слон · e6 чорний кінь · g6 білий пішак · c5 білий слон · d5 чорний король · h5 білий король · d3 білий кінь | e8 білий слон · e6 чорний кінь · g6 білий пішак · c5 білий слон · d5 чорний король · h5 білий король · d3 білий кінь | e8 білий слон · e6 чорний кінь · g6 білий пішак · c5 білий слон · d5 чорний король · h5 білий король · d3 білий кінь | e8 білий слон · e6 чорний кінь · g6 білий пішак · c5 білий слон · d5 чорний король · h5 білий король · d3 білий кінь | e8 білий слон · e6 чорний кінь · g6 білий пішак · c5 білий слон · d5 чорний король · h5 білий король · d3 білий кінь | 3 |
| 2 | e8 білий слон · e6 чорний кінь · g6 білий пішак · c5 білий слон · d5 чорний король · h5 білий король · d3 білий кінь | e8 білий слон · e6 чорний кінь · g6 білий пішак · c5 білий слон · d5 чорний король · h5 білий король · d3 білий кінь | e8 білий слон · e6 чорний кінь · g6 білий пішак · c5 білий слон · d5 чорний король · h5 білий король · d3 білий кінь | e8 білий слон · e6 чорний кінь · g6 білий пішак · c5 білий слон · d5 чорний король · h5 білий король · d3 білий кінь | e8 білий слон · e6 чорний кінь · g6 білий пішак · c5 білий слон · d5 чорний король · h5 білий король · d3 білий кінь | e8 білий слон · e6 чорний кінь · g6 білий пішак · c5 білий слон · d5 чорний король · h5 білий король · d3 білий кінь | e8 білий слон · e6 чорний кінь · g6 білий пішак · c5 білий слон · d5 чорний король · h5 білий король · d3 білий кінь | e8 білий слон · e6 чорний кінь · g6 білий пішак · c5 білий слон · d5 чорний король · h5 білий король · d3 білий кінь | 2 |
| 1 | e8 білий слон · e6 чорний кінь · g6 білий пішак · c5 білий слон · d5 чорний король · h5 білий король · d3 білий кінь | e8 білий слон · e6 чорний кінь · g6 білий пішак · c5 білий слон · d5 чорний король · h5 білий король · d3 білий кінь | e8 білий слон · e6 чорний кінь · g6 білий пішак · c5 білий слон · d5 чорний король · h5 білий король · d3 білий кінь | e8 білий слон · e6 чорний кінь · g6 білий пішак · c5 білий слон · d5 чорний король · h5 білий король · d3 білий кінь | e8 білий слон · e6 чорний кінь · g6 білий пішак · c5 білий слон · d5 чорний король · h5 білий король · d3 білий кінь | e8 білий слон · e6 чорний кінь · g6 білий пішак · c5 білий слон · d5 чорний король · h5 білий король · d3 білий кінь | e8 білий слон · e6 чорний кінь · g6 білий пішак · c5 білий слон · d5 чорний король · h5 білий король · d3 білий кінь | e8 білий слон · e6 чорний кінь · g6 білий пішак · c5 білий слон · d5 чорний король · h5 білий король · d3 білий кінь | 1 |
|   | a | b | c | d | e | f | g | h |   |

b) в матовій позиції g8 = g8

a) 1. Sg5 g7   2. Se4 g8D #
b) 1. De6 La4 2. Dc6 Lb3 #